# Prolegomena till varje framtida metafysik
Prolegomena till varje framtida metafysik (Prolegomena zu einer jeden künftigen Metaphysik) är ett av Immanuel Kants kortare filosofiska verk. Syftet med boken är att klargöra och rätta till missförstånd som uppstått i samband med den två år tidigare publicerade Kritik av det rena förnuftet. Slutsatsen som dras i de båda verken kan sammanfattas med ett utdrag från Prolegomena: "Ting är givna för oss såsom utanför oss befintliga föremål för våra sinnen, men vad de må vara i sig själva vet vi ingenting om, utan vi är bara bekanta med deras framträdelser, dvs de föreställningar som de åstadkommer i oss i det att de påverkar våra sinnen".
Verkets fullständiga ursprungliga titel lyder Prolegomena zu einen jeden künftigen Metaphysik, die als Wissenshaft wird auftreten können, vilket på svenska betyder Inledande anmärkningar till varje framtida metafysik som skall kunna uppträda som vetenskap.